# 宽叶水竹叶
宽叶水竹叶（学名：Murdannia japonica）为鸭跖草科水竹叶属的植物。分布在日本、泰国印度尼西亚、印度以及中国大陆的云南省等地，生长于海拔1,140米至2,000米的地区，常生长在林缘、湿润疏林以及灌丛中，目前尚未由人工引种栽培。